# Archaeosciaphilus gyrommatus
Archaeosciaphilus gyrommatus (лат.) — ископаемый вид жесткокрылых насекомых рода Archaeosciaphilus из семейства долгоносики (Curculionidae). Обнаружены в эоценовом балтийском янтаре (Калининградская область, Россия).

## Описание
Длина тела без рострума около 4 мм (3,7—4,2 мм); длина рострума 0,6—0,8 мм. Основная окраска чёрная, тело покрыто округлыми плотными чешуйками и редкими щетинковидными чешуйками. Жгутик усика 7-члениковый. Рострум короткий, в 0,6—0,7 раза длиннее переднеспинки, примерно в 1,2 раза длиннее своей ширины на вершине и посередине, примерно в 1,1 раза длиннее ширины в основании, слабо изогнутый, густо пунктированный. Мандибулы массивные с чешуйками и пятью длинными волосками. Пронотум колоколообразный; длина примерно в 1,2 раза больше ширины у вершины, почти равна ширине в середине и в основании; диск слабо выпуклый, густо пунктированный; бока слабо округлые, крупнопунктированные. Скутеллюм субтрапециевидный, уплощённый. Надкрылья субовальные, выпуклые, примерно в 1,7 раза длиннее ширины в основании, примерно в 1,5 раза длиннее ширины в середине, в 2,0 раза длиннее ширины в вершинной четверти, в 2,3—3,3 раза длиннее переднеспинки; наибольшая ширина за серединой, основание надкрылий примерно в 1,4 раза шире ширины основания переднеспинки; гумеры слабо выпуклые; бороздки правильные, узкие; междоузлия слабо выпуклые, широкие, в 10,0—12,0 раз шире полосок, густо пунктированы, с рядом падающих узких чешуек; вершина надкрылий закруглена. Ноги длинные; передние тазики субконические; средние тазики сферические; задние тазики поперечные; бёдра без зубцов; передние бёдра примерно в 3,7 раза длиннее своей ширины посередине; средние бёдра примерно в 4,0 раза длиннее ширины; задние бёдра примерно в 5,2 раза длиннее ширины; голени слегка изогнуты; передние голени примерно в 4,7 раза длиннее своей ширины посередине; задние голени примерно в 6,8 раза длиннее своей ширины посередине; лапки длинные; первый и второй членики лапок (тарсомеры 1 и 2) ширококонические; тарсомер 3 широколопастной; тарсомер 5 удлиненный; тарсомеры 1—3 с пульвиллами на нижней стороне; коготки сросшиеся у основания, без зубца, равной длины.

## Систематика и этимология
Вид был впервые описан в 2021 году российским энтомологом Андреем Александровичем Легаловым (Институт систематики и экологии животных Сибирского отделения Российской академии наук, Новосибирск, Россия) и американским палеоэнтомологом G.Poinar (Department of Integrative Biology, Oregon State University, Corvallis, Орегон, США). Сходен с Archaeosciaphilus marshalli Legalov, 2012, но отличается от него меньшим размером тела, скапусом, достигающим середины глаза, более узкими прижатыми чешуйками надкрылий, слабо выпуклыми надкрыльями и длиной коготков лапок. Первоначально в 2012 году род Archaeosciaphilus был включён в трибу Sciaphilini, а затем в 2021 году перенесён в трибу Polydrusini. Видовой эпитет A. gyrommatus происходит от греческих слов gyros (круглый) и ommatos (глаз), по отношению к округлой форме глаз нового вида.